# Димитър Дука Комнин Кутрулис
Димитър (Михаил) Дука Комнин Кутрулис Ангел (на гръцки: Δημήτριος (Μιχαήλ) Δούκας Κομνηνός Κουτρούλης Ἄγγελος) е третият син на владетеля на Епирското деспотство Михаил II Комнин Дука (управлявал 1230–1268), и съпругата му Теодора Артенска.
През 1278 г. той се жени за Анна Комнина Палеологина, дъщеря на византийския император Михаил VIII Палеолог (упр. 1259–1282), и получава от тъста си титлата деспот.  От този брак той има двама сина, Андроник (fl. 1326/1328, управител на Берат) и Константин.
След смъртта на съпругата му около 1300 г. той се жени през 1301 г. за Анна Тертер, дъщеря на Георги I Тертер, цар на България, и Кира-Мария Асенина, дъщеря на боляра Мицо Асен и сестра на цар Иван Асен III. Анна е разведена от Стефан II Милутин, крал на Сърбия. От този брак той има също деца. 
През 1304 г. той е обвинен в конспирация против император Андроник II Палеолог (упр. 1282–1328) и е заловен. 